# Зет (город в Германии)
Зет (нем. Seeth) — община в Германии, в земле Шлезвиг-Гольштейн.
Входит в состав района Северная Фризия. Подчиняется управлению Нордзе-Трене. Население составляет 681 человек (на 31 декабря 2010 года). Занимает площадь 13,56 км².
Официальным языком в населённом пункте, помимо немецкого, является севернофризский.